# Championnat du monde féminin de poursuite par équipes
Le Championnat du monde de poursuite par équipes féminin est le championnat du monde de la poursuite par équipes organisé annuellement par l'UCI dans le cadre des Championnats du monde de cyclisme sur piste. Elle est au programme des championnats du monde de cyclisme sur piste depuis 2008. La course se déroule sur trois kilomètres.

## Palmarès
| Édition | Or                                                                                              | Argent                                                                                             | Bronze |
| ------- | ----------------------------------------------------------------------------------------------- | -------------------------------------------------------------------------------------------------- | --- |
| 2008    | Grande-Bretagne - Wendy Houvenaghel - Joanna Rowsell-Shand - Rebecca Romero                     | Ukraine - Svitlana Galyuk - Lyubov Shulika - Lesya Kalitovska                                      | Allemagne - Charlotte Becker - Alexandra Sontheimer - Verena Jooß                                         |
| 2009    | Grande-Bretagne - Wendy Houvenaghel - Elizabeth Armitstead - Joanna Rowsell-Shand               | Nouvelle-Zélande - Lauren Ellis - Jaime Nielsen - Alison Shanks                                    | Australie - Ashlee Ankudinoff - Sarah Kent - Josephine Tomic                                              |
| 2010    | Australie - Ashlee Ankudinoff - Sarah Kent - Josephine Tomic                                    | Grande-Bretagne - Wendy Houvenaghel - Joanna Rowsell-Shand - Elizabeth Armitstead                  | Nouvelle-Zélande - Lauren Ellis - Rushlee Buchanan - Alison Shanks                                        |
| 2011    | Grande-Bretagne - Wendy Houvenaghel - Laura Kenny - Danielle King                               | États-Unis - Sarah Hammer - Dotsie Bausch - Jennie Reed                                            | Nouvelle-Zélande - Kaytee Boyd - Jaime Nielsen - Alison Shanks                                            |
| 2012    | Grande-Bretagne - Joanna Rowsell-Shand - Laura Kenny - Danielle King                            | Australie - Annette Edmondson - Melissa Hoskins - Josephine Tomic                                  | Canada - Tara Whitten - Jasmin Glaesser - Gillian Carleton                                                |
| 2013    | Grande-Bretagne - Laura Kenny - Danielle King - Elinor Barker                                   | Australie - Annette Edmondson - Amy Cure - Melissa Hoskins                                         | Canada - Gillian Carleton - Jasmin Glaesser - Laura Brown                                                 |
| 2014    | Grande-Bretagne - Laura Kenny - Katie Archibald - Elinor Barker - Joanna Rowsell-Shand          | Canada - Laura Brown - Jasmin Glaesser - Allison Beveridge - Stephanie Roorda                      | Australie - Annette Edmondson - Amy Cure - Melissa Hoskins - Isabella King                                |
| 2015    | Australie - Annette Edmondson - Amy Cure - Melissa Hoskins - Ashlee Ankudinoff                  | Grande-Bretagne - Laura Kenny - Katie Archibald - Elinor Barker - Joanna Rowsell-Shand             | Canada - Laura Brown - Jasmin Glaesser - Allison Beveridge - Stephanie Roorda                             |
| 2016    | États-Unis - Kelly Catlin - Chloé Dygert - Sarah Hammer - Jennifer Valente                      | Canada - Allison Beveridge - Jasmin Glaesser - Kirsti Lay - Georgia Simmerling                     | Royaume-Uni - Ciara Horne - Laura Kenny - Elinor Barker - Joanna Rowsell-Shand                            |
| 2017    | États-Unis - Kelly Catlin - Chloé Dygert - Kimberly Geist - Jennifer Valente                    | Australie - Amy Cure - Ashlee Ankudinoff - Alexandra Manly - Rebecca Wiasak                        | Nouvelle-Zélande - Racquel Sheath - Rushlee Buchanan - Kirstie James - Jaime Nielsen - Michaela Drummond  |
| 2018    | États-Unis - Kelly Catlin - Chloé Dygert - Kimberly Geist - Jennifer Valente                    | Grande-Bretagne - Katie Archibald - Elinor Barker - Laura Kenny - Emily Nelson - Eleanor Dickinson | Italie - Elisa Balsamo - Letizia Paternoster - Silvia Valsecchi - Tatiana Guderzo - Simona Frapporti      |
| 2019    | Australie - Annette Edmondson - Ashlee Ankudinoff - Georgia Baker - Amy Cure - Alexandra Manly  | Grande-Bretagne - Laura Kenny - Katie Archibald - Elinor Barker - Eleanor Dickinson                | Nouvelle-Zélande - Michaela Drummond - Bryony Botha - Holly Edmondston - Kirstie James - Rushlee Buchanan |
| 2020    | États-Unis - Jennifer Valente - Chloé Dygert - Emma White - Lily Williams                       | Grande-Bretagne - Elinor Barker - Katie Archibald - Eleanor Dickinson - Neah Evans - Laura Kenny   | Allemagne - Franziska Brauße - Lisa Brennauer - Lisa Klein - Gudrun Stock                                 |
| 2021    | Allemagne - Franziska Brauße - Lisa Brennauer - Mieke Kröger - Laura Süßemilch                  | Italie - Elisa Balsamo - Martina Alzini - Chiara Consonni - Martina Fidanza - Letizia Paternoster  | Grande-Bretagne - Katie Archibald - Megan Barker - Neah Evans - Josie Knight                              |
| 2022    | Italie - Elisa Balsamo - Chiara Consonni - Martina Fidanza - Vittoria Guazzini - Martina Alzini | Grande-Bretagne - Neah Evans - Katie Archibald - Josie Knight - Anna Morris - Megan Barker         | France - Clara Copponi - Valentine Fortin - Victoire Berteau - Marion Borras                              |
| 2023    | Grande-Bretagne- Katie Archibald - Elinor Barker - Josie Knight - Anna Morris - Megan Barker    | Nouvelle-Zélande- Michaela Drummond - Ally Wollaston - Emily Shearman - Bryony Botha               | France- Marion Borras - Valentine Fortin - Clara Copponi - Marie Le Net - Victoire Berteau                |
| 2024    | Grande-Bretagne- Katie Archibald - Megan Barker - Josie Knight - Anna Morris - Jessica Roberts  | Allemagne- Franziska Brauße - Lisa Klein - Mieke Kröger - Lena Charlotte Reißner - Laura Süßemilch | Italie- Martina Fidanza - Chiara Consonni - Martina Alzini - Vittoria Guazzini - Letizia Paternoster      |

## Bilan
| Rang | Cycliste             | Pays            | Médaille d'or, Coupe du Monde | Médaille d'argent, Coupe du Monde | Médaille de bronze, Coupe du Monde | Total |
| ---- | -------------------- | --------------- | ----------------------------- | --------------------------------- | ---------------------------------- | ----- |
| 1    | Laura Kenny          | Grande-Bretagne | 4                             | 4                                 | 1                                  | 9     |
| 2    | Joanna Rowsell-Shand | Grande-Bretagne | 4                             | 2                                 | 1                                  | 7     |
| 3    | Chloé Dygert         | États-Unis      | 4                             | 0                                 | 0                                  | 4     |
| 3    | Jennifer Valente     | États-Unis      | 4                             | 0                                 | 0                                  | 4     |
| 5    | Katie Archibald      | Grande-Bretagne | 3                             | 5                                 | 1                                  | 9     |
| 6    | Elinor Barker        | Grande-Bretagne | 3                             | 3                                 | 2                                  | 8     |
| 7    | Ashlee Ankudinoff    | Australie       | 3                             | 1                                 | 1                                  | 5     |
| 8    | Wendy Houvenaghel    | Grande-Bretagne | 3                             | 1                                 | 0                                  | 4     |
| 9    | Kelly Catlin         | États-Unis      | 3                             | 0                                 | 0                                  | 3     |
| 9    | Danielle King        | Grande-Bretagne | 3                             | 0                                 | 0                                  | 3     |
| 11   | Amy Cure             | Australie       | 2                             | 2                                 | 1                                  | 5     |
| 11   | Annette Edmondson    | Australie       | 2                             | 2                                 | 1                                  | 5     |

| Rang  | Pays             | Médaille d'or, Coupe du Monde | Médaille d'argent, Coupe du Monde | Médaille de bronze, Coupe du Monde | Total |
| ----- | ---------------- | ----------------------------- | --------------------------------- | ---------------------------------- | ----- |
| 1     | Grande-Bretagne  | 8                             | 6                                 | 2                                  | 16    |
| 2     | États-Unis       | 4                             | 1                                 | 0                                  | 5     |
| 3     | Australie        | 3                             | 3                                 | 2                                  | 8     |
| 4     | Allemagne        | 1                             | 1                                 | 2                                  | 4     |
| 4     | Italie           | 1                             | 1                                 | 2                                  | 4     |
| 6     | Canada           | 0                             | 2                                 | 3                                  | 5     |
| 7     | Nouvelle-Zélande | 0                             | 2                                 | 4                                  | 6     |
| 8     | Ukraine          | 0                             | 1                                 | 0                                  | 1     |
| 9     | France           | 0                             | 0                                 | 2                                  | 2     |
| Total | Total            | 17                            | 17                                | 17                                 | 51    |